# Wiegand Leonhäußer
Wiegand Leonhäußer (* 9. November 1837 in Halsdorf, Landkreis Marburg-Biedenkopf; † 25. Dezember 1896 ebenda) war Mitglied des Provinziallandtages der preußischen Provinz Hessen-Nassau.

## Leben
Wiegand Leonhäußer wurde als Sohn des Landwirts Johannes Leonhäußer und dessen Gemahlin Margaretha Hettrich geboren. Nach seiner Schulausbildung übernahm er den elterlichen Landwirtschaftsbetrieb. 1886 erhielt er ein Mandat für den Kurhessischen Kommunallandtag des Regierungsbezirks Kassel, aus dessen Mitte er zum Abgeordneten des Provinziallandtages der Provinz Hessen-Nassau bestimmt wurde. Er blieb bis zum Jahre 1896 Abgeordneter in den Gremien.